# Eddi Arent
Pour les articles homonymes, voir Arent et Arendt.
Eddi Arent, Gebhardt Georg Arendt de son nom d'état-civil, est un acteur et humoriste allemand, né le 5 mai 1925 à Langfuhr, un quartier de Dantzig, mort le 28 mai 2013 à Munich.

## Biographie
Après la guerre où il a servi sur le front de l'Est, ce fils d'un fonctionnaire allemand commence dans des cabarets et s'associe avec Jürgen Henckell (de) puis Werner Finck. Il obtient son premier rôle au cinéma dans Le Médecin de Stalingrad. En revanche, il s'intéresse peu au théâtre.

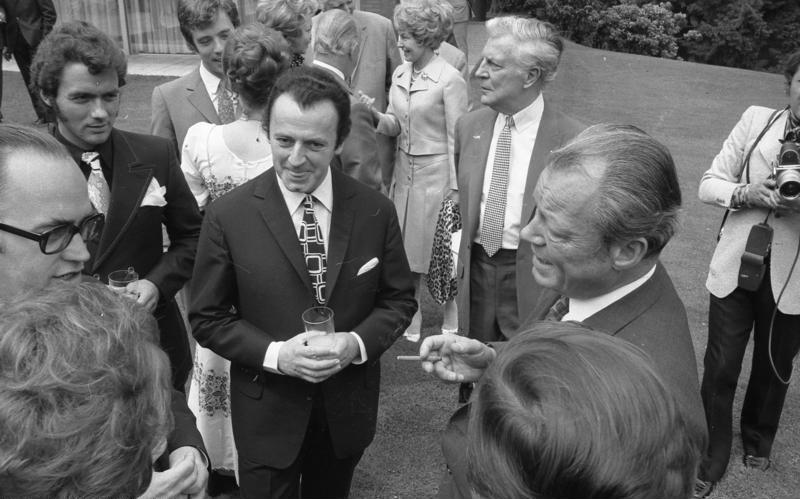
Eddi Arent à côté de Willy Brandt lors d'une réception à Bonn en 1971.

Il obtient la célébrité en jouant les seconds rôles dans les adaptations des livres d'Edgar Wallace, notamment La Planque et Der unheimliche Mönch. Il devient populaire dans des adaptations d'œuvres de Karl May comme Le Trésor du lac d'argent, Le Trésor des montagnes bleues et Winnetou und Shatterhand im Tal der Toten. Très apprécié des producteurs, il tourne aussi dans des films policiers, des comédies et des films musicaux.
Il arrête le cinéma à la fin des années 1970 pour la télévision, dans l'indifférence. Il regagne la popularité en rejouant des sketchs avec Harald Juhnke (de).
Avec sa femme Franziska Ganslmeier, une hôtelière, il achète en 1993 un établissement à Titisee-Neustadt où il invite les acteurs et les fans des adaptations des livres d'Edgar Wallace. Fin 2005, l'établissement ferme, il sombre dans une dépression tandis que les journaux parlent de sa ruine financière. Il arrête ensuite sa carrière en raison de son âge. Après la mort de son épouse, il vit à Munich avec son fils, en retrait car il souffre de démence.

## Filmographie
- 1954 : Sans toi je n'ai plus rien (Bei Dir war es immer so schön)
- 1956 : Der Mustergatte (de)
- 1958 : Le Médecin de Stalingrad (Der Arzt von Stalingrad)
- 1958 : Das haut einen Seemann doch nicht um
- 1958 : Der Sündenbock von Spatzenhausen (de)
- 1958 : Kleine Leute mal ganz groß (de)
- 1959 : Mikosch im Geheimdienst (en)
- 1959 : Paprika (en)
- 1959 : La Grenouille attaque Scotland Yard (Der Frosch mit der Maske)
- 1959 : Ein Sommer den man nie vergißt
- 1960 : Scotland Yard contre Cercle rouge
- 1960 : Schlagerparade (1960)
- 1960 : Gustav Adolfs Page (de)
- 1960 : Stahlnetz : Verbrannte Spuren (de) (TV)
- 1960 : Scotland Yard contre le masque (de)
- 1961 : L'Archer vert (en)
- 1961 : Les Mystères de Londres
- 1961 : Allemagne au Concours Eurovision de la chanson 1961
- 1961 : Musik ist Trumpf (de)
- 1961 : L'Étrange comtesse
- 1961 : Le Faussaire de Londres (Der Fälscher von London)
- 1961 : So liebt und küßt man in Tirol (de)
- 1962 : L'Orchidée rouge
- 1962 : La Porte aux sept serrures
- 1962 : Wenn die Musik spielt am Wörthersee (de)
- 1962 : Le Requin harponne Scotland Yard
- 1962 : Le Trésor du lac d'argent
- 1963 : Der Fluch der gelben Schlange (de)
- 1963 : L'Énigme du serpent noir
- 1963 : Le Crapaud masqué
- 1963 : Le Foulard indien (Das indische Tuch)
- 1963 : Le Secret de la veuve noire (de)
- 1964 : L'Attaque du fourgon postal
- 1964 : La Serrure aux treize secrets
- 1964 : Le Défi du Maltais (Der Hexer)
- 1964 : Le Trésor des montagnes bleues
- 1964 : Das Verrätertor
- 1965 : Neues vom Hexer
- 1965 : Le Moine inquiétant (Der unheimliche Mönch)
- 1966 : La Fontaine aux mille plaisirs
- 1966 : Le Cirque de la peur (Circus of Fear) de John Llewellyn Moxey
- 1966 : Le Bossu de Londres
- 1966 : Maigret fait mouche
- 1966 : La Planque
- 1967 : Feuer frei auf Frankie (de)
- 1967 : Monsieur Dynamite (Mister Dynamit  Morgen küßt Euch der Tod)
- 1968 : Ich spreng’ Euch alle in die Luft – Inspektor Blomfields Fall Nr. 1 (de)
- 1968 : Le Trésor de la vallée de la mort (Winnetou und Shatterhand im Tal der Toten)
- 1969 : Das Go-Go-Girl vom Blow up
- 1969 : Au secours j'aime des jumelles ! (de)
- 1970 : Hurra, unsere Eltern sind nicht da (de)
- 1970 : Wenn du bei mir bist (de)
- 1970 : Nachbarn sind zum Ärgern da (de)
- 1970 : La Maison jaune (Das gelbe Haus am Pinnasberg)
- 1970 : Wer zuletzt lacht, lacht am besten (de)
- 1971 : Die Kompanie der Knallköppe (de)
- 1971 : Hilfe, die Verwandten kommen (de)
- 1972 : Grün ist die Heide (en)
- 1972 : Immer Ärger mit Hochwürden
- 1972 : Kinderarzt Dr. Fröhlich
- 1973 : Alter Kahn und junge Liebe
- 1973 : Unsere Tante ist das letzte
- 1973 : Das Wandern ist Herrn Müllers Lust
- 1973 : Blau blüht der Enzian
- 1974 : Das Spukschloß von Baskermore (TV)
- 1975 : Opération Lady Marlène
- 1975 : Der Geheimnisträger
- 1978 : Mein lieber Mann (Série TV)
- 1978 : Lady Dracula
- 1978 : Histoire de voyous (Räuber und Gendarm) de Hans-Jürgen Tögel (de)
- 1979 : Himmel, Scheich und Wolkenbruch
- 1980 : Keiner hat das Pferd geküsst
- 1980 : Hollywood, ich komme (TV)
- 1981 : Der kühne Schwimmer (TV)
- 1982–1985 : Es ist angerichtet
- 1983 : Kottan ermittelt : Der Kaiser schickt Soldaten aus, Mabuse kehrt zurück
- 1983 : Mary und Gordy auf dem Lande (TV)
- 1985 : Willkommen im Club (Série TV)
- 1987 : Vicky und Nicky (TV)
- 1987–1990 : Harald und Eddi (Série TV)
- 1987 : Höchste Eisenbahn (TV)
- 1987 : Mrs. Harris fährt nach Moskau (TV)
- 1989 : Hessische Geschichten – Wer nicht kommt zur rechten Zeit (Série TV)
- 1989 : Keine Gondel für die Leiche (TV)
- 1990 : Eine Frau namens Harry
- 1989–1990 : Ein Schloß am Wörthersee
- 1991 : Ein seltsames Paar (TV)
- 1993 : Ein Bayer auf Rügen
- 1993 : Happy Holiday – Schachmatt
- 1995 : Mutters Courage
- 1996 : Salto Postale – Unheilige Allianz
- 1996 : Die Katze von Kensington
- 1996 : Das Karussell des Todes
- 1996 : Der Blinde
- 1997 : Heimatgeschichten – Der Glückspunsch (Série TV)
- 1998 : Das Schloss des Grauens
- 1998 : Whiteface
- 1998 : Das Haus der toten Augen
- 1998 : Die vier Gerechten
- 1998 : Die unheimlichen Briefe
- 1999 : Geschichten aus dem Leben – Damenwahl (Série TV)
- 2000 : Manila